# Шота Руставелі
Шота́ Руставе́лі (груз. შოთა რუსთაველი, близько 1172, Руставі — близько 1216, Єрусалим) — грузинський поет XII століття, більшість дослідників вважають його одним із найвидатніших представників літератури середньовіччя. Також державний діяч. Автор грузинської національної епічної поеми «Витязь у тигровій шкурі» (груз. ვეფხისტყაოსანი, Vepkhis Tqaosani).

## Біографія
Мало що достовірно відомо про життя поета. Прізвище «Руставелі» він, вочевидь, отримав за місцем походження — від селища Руставі. За деякими джерелами, поет належав до знатного роду і володів Руставським майоратом. У поемі «Витязь у тигровій шкурі» поет заявляє, що він месх. Навчався у Греції. Був охоронцем скарбниці цариці Тамари, про що свідчить його підпис на акті 1190 року. Це був час неабиякої політичної міці Грузії та розквіту ліричної поезії при розкішному дворі молодої цариці з усіма ознаками лицарського служіння.

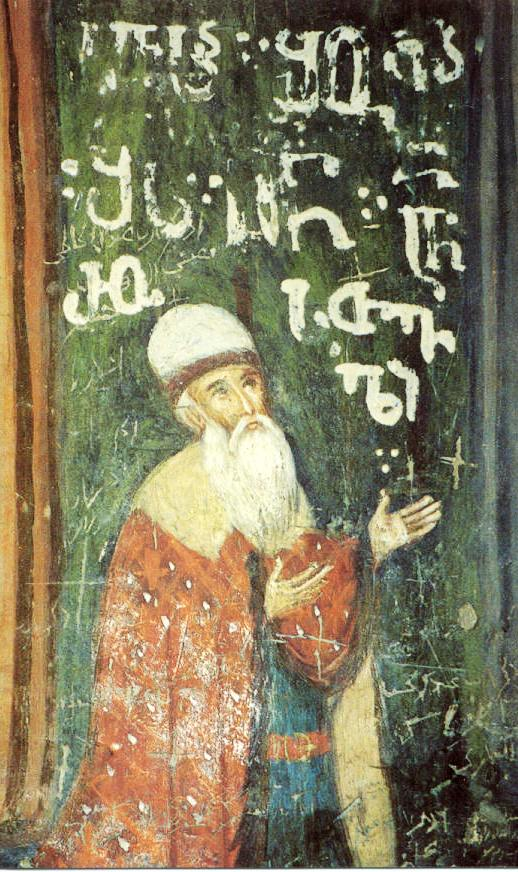
Шота Руставелі на фресці Храму Св. Хреста в Єрусалимі

Знайомий із поемами Гомера та філософією Платона, богослов'ям, піїтикою, риторикою, перською та арабською літературою, Руставелі цілком присвятив себе літературній діяльності і написав поему «Витязь у тигровій шкурі» — красу і гордість грузинської писемності. Безнадійно закоханий у свою царицю, він закінчив своє життя у монастирській келії. Тимофій, митрополит грузинський у XVIII ст, бачив у Єрусалимі, у церкві Св. Хреста, що була побудована грузинськими царями, могилу та портрет Шоти Руставелі у власяниці аскета.
Понині існує багато легенд про стосунки Шоти Руставелі й цариці Тамари. За однією із них, Руставелі, закоханий у Тамару, одружився з якоюсь Ніною та дуже скоро після весілля отримав від цариці наказ перекласти грузинською літературний подарунок, що зробив їй підкорений шах. Блискуче виконавши доручення, він відмовляється від винагороди. Через тиждень було знайдено тіло Руставелі з відтятою головою.
Католикос Іоанн, який ще за життя цариці був покровителем поета, раптом почав творити гоніння на Руставелі. У XVIII ст. патріарх Антоній I публічно спалив кілька екземплярів «Витязя в тигровій шкурі», надрукованого 1712 року царем Вахтангом VI.

## Вшанування пам'яті
Ім'я Руставелі було присвоєно Грузинському драматичному театру, Тбіліському театральному інституту, НДІ грузинської літератури Академії Наук Грузії. Іменем Руставелі названо вулиці багатьох міст колишніх республік СРСР: головний проспект Тбілісі, вулиця у центрі Єревана тощо. Одна із вершин Безенгийської стіни Кавказу названа ім'ям Шоти Руставелі. Також на його честь названо один з астероїдів.
Іменем поета названо вулиці у містах України, зокрема, в Києві, Львові, Одесі, Луцьку, Харкові, Запоріжжі, Тернополі, Івано-Франківську, Калуші, Сумах, Маріуполі.

## Твори

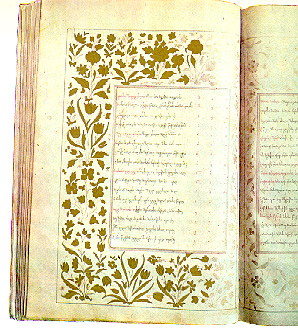
Рукописна копія поеми

«Витязь у тигровій шкурі» був уперше надрукований лише 1721 року, і відтоді поему було перекладено чи не на усі мови світу. Переклади українською мовою робили Микола Бажан (1937), Микола Гулак і Григорій Халимоненко (1991). Саме переклад Бажана став класичним каноном, який вивчається у школах, а його переклад назви закріпився в Україні як стандартний.
Крім того, «Витязь у тигровій шкурі» є справжнім шедевром серед ілюстрованих світських творів Грузії. Інститут рукописів Грузії у Тбілісі володіє двома фоліантами XVI ст. а також кількома рядками поеми, датовані XIV ст. Інші копії поеми належать до XVII ст.
Сьогодні найпрестижніша та найвагоміша нагорода Грузії у галузі літератури носить ім'я Шота Руставелі.